# Списак епизода серије Морнарички истражитељи: Њу Орлеанс
МЗИС: Њу Орлеанс је америчка телевизијска серија која се премијерно емитује на Си-Би-Есу од 23. септембра 2014. године. Радња серије је смештена у Њу Орлеансу и прати рад чланова тамошњег одељења МЗИС-а. Серија и ликови су представљени у дводелној епизоди „Град полумесеца” током једанаесте сезоне серије „МЗИС” која је емитована 25. марта и 1. априла 2014. године.
Од 16. маја 2017. године серија МЗИС: Њу Орлеанс броји 3 сезоне и 71 епизоду.

## Преглед
| Сезона | Сезона | Епизоде | Емитовање           | Емитовање       |
| Сезона | Сезона | Епизоде | Почетак             | Крај            |
| ------ | ------ | ------- | ------------------- | --------------- |
|        | Увод   | 2       | 25. март 2014.      | 1. април 2014.  |
|        | 1      | 23      | 23. септембар 2014. | 12. мај 2015.   |
|        | 2      | 24      | 22. септембар 2015. | 17. мај 2016.   |
|        | 3      | 24      | 20. септембар 2016. | 16. мај 2017.   |
|        | 4      | 24      | 26. септембар 2017. | 15. мај 2018.   |
|        | 5      | 24      | 25. септембар 2018. | 14. мај 2019.   |
|        | 6      | 20      | 24. септембар 2019. | 19. април 2020. |
|        | 7      | 16      | 8. новембар 2020.   | 23. мај 2021.   |

## Епизоде

### Увод (2014)
Епизоде су послужиле као дводелни увод за серију. У њима су се први пут појавили специјални агенти Двејн Касијус Прајд, Кристофер Ласејл и Мередит Броди и мртвозорник др. Лорета Вејд.
| Бр. у серији | Бр. у сезони | Назив                      | Редитељ           | Сценариста    | Пpемијерно емитовање | Пpод. код | Бр. гледалаца (у милионима) |
| --- | ------------ | -------------------------- | ----------------- | ------------- | -------------------- | --------- | --------------------------- |
| 252 | 18           | "Град полумесеца (1. део)" | Џејмс Вајтмор мл. | Гери Гласберг | 25. март 2014.       | 1118      | 17.52                       |
| Конгресмен је пронађен убијен у Новом Орлеансу, а Гибс и његов тим удружују снаге са Форнеловим тимом и тимом из тамошњег МЗИС-овог одељења. Гибс се поново састаје са својим дугогодишњим другом, специјалним агентом МЗИС-а Двејном Касијусом Прајдом. Зато, Гибс и Еленор путују у Њу Орлеанс, а Динозо и Макги остају у Вашингтону да раде на случају са Форнелом. Ствари брзо постају личне јер је конгресмен био бивши агент МЗИС-а, а његово убиство је можда повезано са једним старим случајем. Епизода се завршава када Гибс, Прајд и агенти Мередит Броди и Кристофер Ласејл стоје на тргу док из хотелске собе непознати убица фотографише тим и Гибса и Прајда. |              |                            |                   |               |                      |           |                             |
| 253 | 19           | "Град полумесеца (2. део)" | Тони Вармби       | Гери Гласберг | 1. април 2014.       | 1119      | 17.16                       |
| Још једна жртва је пронађена, мртва бар две недеље. Грло му је пресечено челичном оштрицом, а гориво за авионе је нађено код трагова гума близу његовог тела. Еби зове Гибса и говори му да је гориво из авиона исто као и гориво које је пронађено на колима убијеног агента Дојла. Осумњичени, за кога се верује да је заокупљен конгресменом Меклејном и случајем Првенственог убице, је такође пронађен мртав. Гибс и Прајд проналазе убицу, сина Меклејновог сарадника, Спенсера Хенлона у војној кафани близу гробља, након што се Гибс сетио да је креч пронађен на Дојловим колима. Гибс и Прајд касније убијају Хенлона који је покушао да убије подофицирку Карлу Мид. Након што су решили случај, Прајд и његов тим добијају још један случај, Гибс чека Бишопову да би се вратили кући у Вашингтон, а Мередит Броди постаје трајни члан тима МЗИС-а из Новог Орлеанса. |              |                            |                   |               |                      |           |                             |

### 1. сезона (2014−15)
Роб Керкович је ушао у главну поставу.
| Бр. у серији | Бр. у сезони | Наслов                          | Редитељ           | Сценариста                                                                         | Премијерно емитовање | Бр. гледалаца (у милионима) |
| ------------ | ------------ | ------------------------------- | ----------------- | ---------------------------------------------------------------------------------- | -------------------- | --------------------------- |
| 1            | 1            | "Музичар лечи себе"             | Мајкл Зинберг     | Џефри Либер                                                                        | 23. септембар 2014.  | 17.22                       |
| 2            | 2            | "Носач"                         | Џејмс Вајтмор мл. | Гери Гласберг                                                                      | 30. септембар 2014.  | 16.57                       |
| 3            | 3            | "Бекство из затвора"            | Тони Вармби       | Лори Арент                                                                         | 7. октобар 2014.     | 15.41                       |
| 4            | 4            | "Мобилисани"                    | Оз Скот           | Сем Хамфри                                                                         | 14. октобар 2014.    | 16.14                       |
| 5            | 5            | "Десило се синоћ"               | Арвин Браун       | Џек Бернштајн                                                                      | 21. октобар 2014.    | 16.13                       |
| 6            | 6            | "Господар ужаса"                | Теренс О’Хара     | Скот Д. Шапиро                                                                     | 28. октобар 2014.    | 16.09                       |
| 7            | 7            | "Припази ме"                    | Џејмс Хејман      | Дејвид Апелбаум                                                                    | 11. новембар 2014.   | 14.99                       |
| 8            | 8            | "Љубавни јади"                  | Мајкл Пресмен     | Џек Бернштајн                                                                      | 18. новембар 2014.   | 16.86                       |
| 9            | 9            | "Потера за духовима"            | Џејмс Вајтмор мл. | Џонатан И. Кид и Соња Винтон                                                       | 25. новембар 2014.   | 14.47                       |
| 10           | 10           | "Украдена храброст"             | Денис Смит        | Лори Арент                                                                         | 16. децембар 2014.   | 14.14                       |
| 11           | 11           | "Мамац"                         | Лесли Либмен      | Џефри Либер и Џеремаја Теш                                                         | 6. јануар 2015.      | 17.73                       |
| 12           | 12           | "Понор"                         | Теренс О’Хара     | Сем Хамфри                                                                         | 13. јануар 2015.     | 16.39                       |
| 13           | 13           | "Мртвац који хода"              | Едвард Орнелас    | Дејвид Апелбаум                                                                    | 3. фебруар 2015.     | 16.52                       |
| 14           | 14           | "Пази шта желиш"                | Џејмс Хејман      | Скот Д. Шапиро                                                                     | 10. фебруар 2015.    | 16.19                       |
| 15           | 15           | "Карневал смрти"                | Тони Вармби       | Џонатан И. Кид и Соња Винтон                                                       | 17. фебруар 2015.    | 14.70                       |
| 16           | 16           | "Старатељ мог брата"            | Оз Скот           | Синопис: Кристофер Амброз Сценарио: Кристофер Амброз, Џонатан И. Кид и Соња Винтон | 24. фебруар 2015.    | 13.71                       |
| 17           | 17           | "Још сад"                       | Бетани Руни       | Кристофер Силбер                                                                   | 10. март 2015.       | 12.61                       |
| 18           | 18           | "Списак"                        | Мајкл Зинберг     | Лори Арент                                                                         | 24. март 2015.       | 14.42                       |
| 19           | 19           | "Душник"                        | Џејмс Вајтмор мл. | Дејвид Апелбаум и Скот Д. Шапиро                                                   | 7. април 2015.       | 14.33                       |
| 20           | 20           | "Успаванка"                     | Елоди Кин         | Џонатан И. Кид и Соња Винтон                                                       | 14. април 2015.      | 14.40                       |
| 21           | 21           | "Ти ћеш"                        | Алрик Рајли       | Сем Хамфри                                                                         | 28. април 2015.      | 14.55                       |
| 22           | 22           | "Колики бол можеш да поднесеш?" | Теренс О’Хара     | Кристофер Силбер и Кристофер Амброз                                                | 5. мај 2015.         | 13.35                       |
| 23           | 23           | "Мој град"                      | Џејмс Хејман      | Синопис: Џефри Либер Сценарио: Џефри Либер и Зек Страус                            | 12. мај 2015.        | 13.61                       |

### 2. сезона (2015−16)
- Дерил „Чил” Мичел и Шалита Грант су унапређени у главну поставу.
- Зои Меклилан је напустила галвну поставу на крају сезоне.

| Бр. у серији | Бр. у сезони | Наслов                       | Редитељ            | Сценариста                       | Премијерно емитовање | Бр. гледалаца у милионима |
| ------------ | ------------ | ---------------------------- | ------------------ | -------------------------------- | -------------------- | ------------------------- |
| 24           | 1            | "Тако увек тиранину"         | Џејмс Вајтмор мл.  | Џефри Либер                      | 22. септембар 2015.  | 12.62                     |
| 25           | 2            | "Јединица сенки"             | Џејмс Хејман       | Кристофер Силбер                 | 29. септембар 2015.  | 12.86                     |
| 26           | 3            | "Додир Сунца"                | Едвард Орнелас     | Лори Арент                       | 6. октобар 2015.     | 14.18                     |
| 27           | 4            | "Хоћу"                       | Тони Вармби        | Сем Хамфри                       | 13. октобар 2015.    | 12.47                     |
| 28           | 5            | "Спољни послови"             | Лора Белси         | Сенфорд Голден и Карен Вискарвер | 20. октобар 2015.    | 12.99                     |
| 29           | 6            | "Лудница у опни"             | Лесли Либман       | Дејвид Апелбаум                  | 27. октобар 2015.    | 13.06                     |
| 30           | 7            | "Сломљено срце"              | Елоди Кин          | Зек Страус и Грета Хајнмен       | 3. новембар 2015.    | 14.15                     |
| 31           | 8            | "Ушће"                       | Едвард Орнелас     | Џефри Либер и Кетрин Бети        | 10. новембар 2015.   | 12.39                     |
| 32           | 9            | "Најмрачнији сат"            | Мајкл Зинберг      | Лори Арент                       | 17. новембар 2015.   | 13.01                     |
| 33           | 10           | "Били и дете"                | Мери Лу Бели       | Сем Хамфри                       | 24. новембар 2015.   | 11.85                     |
| 34           | 11           | "Плави Божић"                | Тони Вармби        | Зек Страус                       | 15. децембар 2015.   | 12.09                     |
| 35           | 12           | "Сестрински град (2. део)"   | Џејмс Хејман       | Кристифер Силбер                 | 5. јануар 2016.      | 17.25                     |
| 36           | 13           | "Недокументовано"            | Фредерик Е. О. Тој | Дејвид Апелбаум                  | 19. јануар 2016.     | 13.30                     |
| 37           | 14           | "Оци"                        | Денис Смит         | Сем Хамфри                       | 9. фебруар 2016.     | 12.57                     |
| 38           | 15           | "Ничија земља"               | Џејмс Вајтмор мл.  | Кетрин Хамфрис                   | 16. фебруар 2016.    | 13.41                     |
| 39           | 16           | "Друге прилике"              | Теса Блејк         | Зек Страус                       | 23. фебруар 2016.    | 12.60                     |
| 40           | 17           | "Радио затишје"              | Теса Блејк         | Лори Арент и Грета Хајнмен       | 1. март 2016.        | 11.72                     |
| 41           | 18           | "Ако крвари, то је траг"     | Бетани Руни        | Дејвид Апелбаум                  | 15. март 2016.       | 11.97                     |
| 42           | 19           | "Средство за постизање циља" | Алрик Рајли        | Кристофер Силбер                 | 22. март 2016.       | 13.38                     |
| 43           | 20           | "Друга линија"               | Тони Вармби        | Ненсили Мајат                    | 5. април 2016.       | 12.28                     |
| 44           | 21           | "Успутна штета"              | Џејмс Вајтмор мл.  | Кетрин Хамфрис                   | 19. април 2016.      | 12.22                     |
| 45           | 22           | "Потребна помоћ"             | Теренс О’Хара      | Сем Хамфри                       | 3. мај 2016.         | 12.56                     |
| 46           | 23           | "Трећи човек"                | Бетани Руни        | Дејвид Апелбаум и Зек Страус     | 10. мај 2016.        | 13.24                     |
| 47           | 24           | "Спавање са непријатељем"    | Џејмс Хејман       | Кристофер Силбер                 | 17. мај 2016.        | 13.30                     |

### 3. сезона (2016−17)
Ванеса Ферлито се придружила главној постави на почетку сезоне.
| Бр. у серији | Бр. у сезони | Наслов                      | Редитељ           | Сценариста                                                        | Премијерно емитовање | Бр. гледалаца (у милионима) |
| ------------ | ------------ | --------------------------- | ----------------- | ----------------------------------------------------------------- | -------------------- | --------------------------- |
| 48           | 1            | "Посттраума"                | Џејмс Хејман      | Бред Керн                                                         | 20. септембар 2016.  | 11.12                       |
| 49           | 2            | "Сумњиви умови"             | Мајкл Зинберг     | Кристофер Силбер                                                  | 27. септембар 2016.  | 10.76                       |
| 50           | 3            | "Човек у пожару"            | Роб Мороу         | Зек Страус                                                        | 11. октобар 2016.    | 9.62                        |
| 51           | 4            | "План бекства"              | Џејмс Вaјтмор мл. | Дејвид Апелбаум                                                   | 18. октобар 2016.    | 9.53                        |
| 52           | 5            | "Исправак курса"            | Тони Вармби       | Чед Гомез Криси                                                   | 25. октобар 2016.    | 9.62                        |
| 53           | 6            | "Један добар човек"         | Роберт Гринлеј    | Гвендолин М. Паркер                                               | 15. новембар 2016.   | 9.17                        |
| 54           | 7            | "Одметници"                 | Мери Лу Бели      | Грета Хајнмен                                                     | 22. новембар 2016.   | 8.50                        |
| 55           | 8            | "Музика за моје уши"        | Мајкл Зинберг     | Кејт Сарџент Куртис                                               | 6. децембар 2016.    | 9.36                        |
| 56           | 9            | "Претерати"                 | Гордон Лонсдејл   | Рон Макги                                                         | 13. децембар 2016.   | 10.01                       |
| 57           | 10           | "Прати новац"               | Стејси Блек       | Кристофер Силбер                                                  | 3. јануар 2017.      | 9.62                        |
| 58           | 11           | "Нек иде"                   | Нина Лопез-Корадо | Бред Керн и Тејлор Страјц                                         | 17. јануар 2017.     | 9.33                        |
| 59           | 12           | "Пакао у дубокој води"      | Мајкл Зинберг     | Зек Страус                                                        | 24. јануар 2017.     | 9.18                        |
| 60           | 13           | "Повратак краља"            | Џејмс Хејман      | Дејвид Апелбаум                                                   | 7. фебруар 2017.     | 9.01                        |
| 61           | 14           | "Пандорина кутија (2. део)" | Левар Бартон      | Кристофер Силбер                                                  | 14. фебруар 2017.    | 10.32                       |
| 62           | 15           | "Крај пута"                 | Ед Орнелас        | Чед Гомез Криси                                                   | 21. фебруар 2017.    | 9.58                        |
| 63           | 16           | "Последње стајалиште"       | Шарат Раџу        | Грета Хајнмен                                                     | 7. март 2017.        | 9.06                        |
| 64           | 17           | "Брзо, тихо, смртоносно"    | Ренди Зиск        | Рон Макги                                                         | 14. март 2017.       | 10.43                       |
| 65           | 18           | "Убити змаја"               | Мери Лу Бели      | Кејт Сарџент Кертис                                               | 14. март 2017.       | 10.43                       |
| 66           | 19           | "Услуга за услугу"          | Алекс Закрзуски   | Зек Страус                                                        | 28. март 2017.       | 9.17                        |
| 67           | 20           | "НОЛА Поверљиво"            | Џери Меклеод      | Дејвид Апелбаум и Тејлор Страјц                                   | 4. април 2017.       | 8.88                        |
| 68           | 21           | "Флота2                     | Тони Вармби       | Џудит Мекрери                                                     | 18. април 2017.      | 10.16                       |
| 69           | 22           | "Нокаут (1. део)"           | гордон Лонсдејл   | Чед Гомез Гриси и Грета Хајнмен                                   | 2. мај 2017.         | 8.69                        |
| 70           | 23           | "Низ зечју рупу (2. део)"   | Едвард Орнелас    | Бред Керн                                                         | 9. мај 2017.         | 9.02                        |
| 71           | 24           | "Песничка правда (3. део)"  | Џејмс Хејман      | Синопис: Кристфер Силбер Сценарио: Кристофер Силбер и Кетрин Бети | 16. мај 2017.        | 9.22                        |

### 4. сезона (2017−18)
Шалита Грант је напустила серију након епизоде "Високи улози".
| Бр. у серији | Бр. у сезони | Наслов                     | Редитељ           | Сценариста                                                                | Премијерно емитовање | Бр. гледалаца (у милионима) |
| ------------ | ------------ | -------------------------- | ----------------- | ------------------------------------------------------------------------- | -------------------- | --------------------------- |
| 72           | 1            | "Отпаднички народ"         | Џејмс Хејман      | Бред Керн                                                                 | 26. септембар 2017.  | 8.78                        |
| 73           | 2            | "Обожавалац број 1"        | Харт Бохнер       | Зек Страус                                                                | 3. октобар 2017.     | 9.23                        |
| 74           | 3            | "Имовина"                  | Тони Вармби       | Кристофер Силбер                                                          | 10. октобар 2017.    | 9.52                        |
| 75           | 4            | "Мртвац зове"              | Мајкл Зинберг     | Грета Хајнмен                                                             | 17. октобар 2017.    | 9.54                        |
| 76           | 5            | "Вирус"                    | Левар Бартон      | Чед Гомез Криси                                                           | 24. октобар 2017.    | 9.52                        |
| 77           | 6            | "Прихватљиви губитак"      | Меир Лу Бели      | Брук Робертс                                                              | 31. октобар 2017.    | 8.86                        |
| 78           | 7            | "Несрећа"                  | Левар Бартон      | Синопсис: Рон Мекги Сценарио: Рон Мекги и Мајкл Гембала                   | 7. новембар 2017.    | 9.22                        |
| 79           | 8            | "Греси очева"              | Џејмс Вајтмор мл. | Пол Гајот                                                                 | 14. новембар 2017.   | 9.67                        |
| 80           | 9            | "Тежак ударац живота"      | Дебора Рајниш     | Талиша Регс                                                               | 21. новембар 2017.   | 7.99                        |
| 81           | 10           | "Огледалце, огледалце"     | Гери Меклеод      | Бред Керин и Лини Е. Лит                                                  | 12. децембар 2017.   | 8.21                        |
| 82           | 11           | "Чудовиште"                | Роб Гринли        | Кристофер Силбер                                                          | 2. јануар 2018.      | 9.10                        |
| 83           | 12           | "Криза идентитета"         | Гордон Лонсдејл   | Тејлор Страјц                                                             | 9. јануар 2018.      | 8.70                        |
| 84           | 13           | "Везе које повезују"       | Џејмс Хејман      | Рон Мекги и Кетрин Бити                                                   | 23. јануар 2018.     | 9.30                        |
| 85           | 14           | "Нова зора"                | Мајкл Зинберг     | Грета Хајнмен                                                             | 6. фебруар 2018.     | 8.38                        |
| 86           | 15           | "Последња миља"            | Стејси К. Блек    | Чед Гомез Криси                                                           | 27. фебруар 2018.    | 8.26                        |
| 87           | 16           | "Саосећање"                | Теса Блејк        | Пол Гајот                                                                 | 6. март 2018.        | 8.44                        |
| 88           | 17           | "Потрага за благом"        | Тони Вармби       | Брук Робертс                                                              | 13. март 2018.       | 9.25                        |
| 89           | 18           | "Добродошли у џунглу"      | Џејмс Вајтмор мл. | Кристофер Силбер и Оскар Баџет                                            | 27. март 2018.       | 8.53                        |
| 90           | 19           | "Високи улози"             | Левар Бартон      | Рон Мекги                                                                 | 3. април 2018.       | 8.43                        |
| 91           | 20           | "Буре барута"              | Мери Лу Бели      | Талиша Регс                                                               | 17. април 2018.      | 8.46                        |
| 92           | 21           | "Мозгалице"                | Гордона Лонсдејл  | Грета Хајнмен и Тејлор Страјц                                             | 1. мај 2018.         | 8.13                        |
| 93           | 22           | "Атентат на Двејна Прајда" | Едвард Орнелас    | Синопсис: Рон Мекги и Кетрин Бити Сценарио: Чед Гомез Криси и Кетрин Бити | 8. мај 2018.         | 8.11                        |
| 91           | 20           | "Шах-мат (1. део)"         | Џејмс Хејман      | Бред Керн                                                                 | 15. мај 2018.        | 9.44                        |
| 95           | 24           | "Шах-мат (2. део)"         | Џејмс Вајтмор мл. | Кристофер Силбер                                                          | 15. мај 2018.        | 9.44                        |

### 5. сезона (2018−19)
Некар Задеган је унапређена у главну поставу у епизоди "У крви".
| Бр. у серији | Бр. у сезони | Наслов                       | Редитељ              | Сценариста                     | Премијерно емитовање | Бр. гледалаца (у милионима) |
| ------------ | ------------ | ---------------------------- | -------------------- | ------------------------------ | -------------------- | --------------------------- |
| 96           | 1            | "Видимо се ускоро"           | Џејмс Хејман         | Кристофер Силбер               | 25. септембар 2018.  | 8.97                        |
| 97           | 2            | "Наопачке"                   | Едвард Орнелас       | Aдам Таргум                    | 2. октобар 2018.     | 7.84                        |
| 98           | 3            | "Дипломатски имунитет"       | Гордон Лонсдејл      | Грета Хајнмен и Роб Керкович   | 9. октобар 2018.     | 7.91                        |
| 99           | 4            | "Наслеђе"                    | Левар Бартон         | Чед Гомез Криси                | 16. октобар 2018.    | 7.20                        |
| 100          | 5            | "У крви"                     | Џејмс Вајтмор мл.    | Рон Мекги                      | 23. октобар 2018.    | 7.12                        |
| 101          | 6            | "Кило меса"                  | Харт Бохнер          | Талиша Регс                    | 30. октобар 2018.    | 7.56                        |
| 102          | 7            | "Овчари"                     | Мајкл Зинберг        | Брук Робертс                   | 13. новембар 2018.   | 7.58                        |
| 103          | 8            | "Близу дома"                 | Тони Вармби          | Кетрин Бити                    | 20. новембар 2018.   | 7.47                        |
| 104          | 9            | "Прорачунат ризик"           | Теса Блејк           | Елизабет Рајнхарт              | 4. децембар 2018.    | 8.33                        |
| 105          | 10           | "Тик-так (1. део)"           | Стејси К. Блек       | Кристофер Силбер               | 11. децембар 2018.   | 7.76                        |
| 106          | 11           | "Освета (2. део)"            | Џејмс Хејман         | Адам Таргум                    | 15. јануар 2019.     | 7.29                        |
| 107          | 12           | "Очајне супруге војних лица" | Мајкл Зинберг        | Чед Гомез Криси                | 22. јануар 2019.     | 6.70                        |
| 108          | 13           | "Х"                          | Мери Лу Бели         | Грета Хајнмен                  | 12. фебруар 2019.    | 7.16                        |
| 109          | 14           | "Теорија завере"             | Теса Блејк           | Рон Мекги                      | 19. фебруар 2019.    | 7.03                        |
| 110          | 15           | "Менталитет рака"            | Стејси К. Блек       | Брук Робертс                   | 26. фебруар 2019.    | 7.19                        |
| 111          | 16           | "Преживели"                  | Џејмс Вајтмор мл.    | Камерон Дупи и Сидни Мичел     | 12. март 2019.       | 6.98                        |
| 112          | 17           | "Oбрачун"                    | Гордон Лонсдејл      | Кристофер Силбер и Адам Таргум | 26. март 2019.       | 7.18                        |
| 113          | 18           | "Испред носа"                | Левар Бартон         | Кетрин Бити                    | 2. април 2019.       | 7.19                        |
| 114          | 19           | "Подељена кућа"              | Дебора Рајниш        | Грета Хајнмен                  | 9. април 2019.       | 6.69                        |
| 115          | 20           | "Премија"                    | Мери Лу Бели         | Талиша Регс                    | 16. април 2019.      | 6.54                        |
| 116          | 21           | "Веруј ми"                   | Џон Дервингсон-Пикок | Остин Баџет и Рон Мекги        | 23. април 2019.      | 6.46                        |
| 117          | 22           | "Теорија Хаосе"              | Едвард Орнелас       | Брук Робертс                   | 30. април 2019.      | 7.16                        |
| 118          | 23           | "Река Стикс (1. део)"        | Џејмс Хејман         | Чед Гомез Криси                | 7. мај 2019.         | 6.68                        |
| 119          | 24           | "Река Стикс (2. део)"        | Џејмс Вајтмор мл.    | Кристофер Силбер               | 14. мај 2019.        | 6.93                        |

### 6. сезона (2019−20)
- Лукас Блек је напустио серију после епизоде "Матеја 5.9".
- Чарлс Мајкл Дејвис се придружио главној постави у епизоди "Човек у цревном оделу".

| Бр. у серији | Бр. у сезони | Наслов                   | Редитељ           | Сценариста                    | Премијерно емитовање | Бр. гледалаца (у милионима) |
| ------------ | ------------ | ------------------------ | ----------------- | ----------------------------- | -------------------- | --------------------------- |
| 120          | 1            | "Пресудни позив"         | Џејмс Хејман      | Кристофер Силбер              | 24. септембар 2019.  | 6.66                        |
| 121          | 2            | "Загонетка истребљивача" | Едвард Орнелас    | Јан Неш                       | 1. октобар 2019.     | 6.90                        |
| 122          | 3            | "Црвљива јабука"         | Стјеси К. блек    | Рон Мекги                     | 8. октобар 2019.     | 6.69                        |
| 123          | 4            | "Заборављени"            | Гордон Лонсдејл   | Стефани Сенгупта              | 15. октобар 2019.    | 6.57                        |
| 124          | 5            | "Шпијуни и лажи"         | Левар Бартон      | Брук Робертс                  | 22. октобар 2019.    | 6.64                        |
| 125          | 6            | "Матеја 5.9"             | Мајкл Зинберг     | Чед Гомез Криси               | 5. новембар 2019.    | 6.61                        |
| 126          | 7            | "Бум-бум-бум-бум"        | Мери Лу Бели      | Талиша Регс                   | 12. новембар 2019.   | 6.41                        |
| 127          | 8            | "Ред мунгоса"            | Роб Гринли        | Кетрин Бити                   | 19. новембар 2019.   | 6.89                        |
| 128          | 9            | "Робијаш (1. део)"       | Харт Бохнер       | Јан Неш и Кристофер Силбер    | 26. новембар 2019.   | 6.87                        |
| 129          | 10           | "Накнада (2. део)"       | Мајкл Зинберг     | Јан Неш и Кристофер Силбер    | 17. децембар 2019.   | 7.05                        |
| 130          | 11           | "Невоља на видику"       | Лајонел Колманг   | Рон Мекги                     | 16. фебруар 2020.    | 5.24                        |
| 131          | 12           | "Чекајући Монроа"        | Џејмс Вајтмор мл. | Сидни Мичел                   | 23. фебруар 2020.    | 5.59                        |
| 132          | 13           | "Корен сваког зла"       | Теса Блејк        | Стефани Сенгупта и Кори Мур   | 1. март 2020.        | 5.56                        |
| 133          | 14           | "Човек у црвеном оделу"  | Џејмс Хејман      | Чед Гомез Криси и Јан Неш     | 8. март 2020.        | 5.62                        |
| 134          | 15           | "Немилосрдан"            | Гордон Лонсдејл   | Камерон Дупи                  | 15. март 2020.       | 6.35                        |
| 135          | 16           | "Гордост и предрасуда"   | Харт Бохнер       | Брук Робертс                  | 15. март 2020.       | 5.83                        |
| 136          | 17           | "Пристрасност"           | Левар Бартон      | Талиша Регс                   | 22. март 2020.       | 6.39                        |
| 137          | 18           | "Промењена жена"         | Мери Лу Бели      | Кетрин Бити                   | 29. март 2020.       | 6.50                        |
| 138          | 19           | "Монолит"                | Дајана Валентајн  | Чед Гомез Криси и Сидни Мичел | 12. април 2020.      | 5.88                        |
| 139          | 20           | "Горабљивци"             | Гордон Лонсдејл   | Стефани Сенгупта              | 19. април 2020.      | 6.24                        |

### 7. сезона (2020−21)
Најављено је да ће Челси Филд бити унапређена у главну поставу на почетку сезоне, међутим у главној постави била је само у последњој епизоди.
| Бр. у серији | Бр. у сезони | Наслов                        | Редитељ           | Сценариста                                    | Пpемијерно емитовање | Бр. гледалаца (у милионима) |
| ------------ | ------------ | ----------------------------- | ----------------- | --------------------------------------------- | -------------------- | --------------------------- |
| 140          | 1            | "Нешто је у ваздуху (1. део)" | Џејмс Вајтмор мл. | Јан Неш и Кристофер Силбер                    | 8. новембар 2020.    | 4.65                        |
| 141          | 2            | "Нешто је у ваздуху (2. део)" | Џејмс Вајтмор мл. | Јан Неш и Кристофер Силбер                    | 15. новембар 2020.   | 4.71                        |
| 142          | 3            | "Наш (1. део)"                | Харт Бокнер       | Рон Макги                                     | 22. новембар 2020.   | 4.90                        |
| 143          | 4            | "Сви падамо (2. део)"         | Харт Бокнер       | Талише Регс                                   | 13. децембар 2020.   | 5.17                        |
| 144          | 5            | "Операција Чистач (1. део)"   | Левар Бартон      | Чед Гомез Криси                               | 3. јануар 2021.      | 4.54                        |
| 145          | 6            | "Операција Чистач (2. део)"   | Левар Бартон      | Кетрин Бити                                   | 10. јануар 2021.     | 4.67                        |
| 146          | 7            | "Леда и лабуд (1. део)"       | Дајана Валентајн  | Стефани Сенгупта                              | 17. јануар 2021.     | 5.07                        |
| 147          | 8            | "Леда и лабуд (2. део)"       | Тим Ендру         | Сидни Мичел                                   | 14. фебруар 2021.    | 5.00                        |
| 148          | 9            | "Ишчезла"                     | Тим Ендру         | Камерон Дапи                                  | 21. фебруар 2021.    | 4.93                        |
| 149          | 10           | "Кућне везе"                  | Харт Бокнер       | Кетрин Бити и Џек Марон                       | 28. фебруар 2021.    | 5.03                        |
| 150          | 11           | "Штек"                        | Шерман Шелтон мл. | Талиша Ригс и Адам Лазарн-Вајт                | 28. март 2021.       | 4.86                        |
| 151          | 12           | "Једном давно (1. део)"       | Роб Гринли        | Јан Неш и Рон Макги                           | 4. април 2021.       | 4.63                        |
| 152          | 13           | "Избори (2. део)"             | Лајонел Колман    | Чед Гомез Криси и Кристофер Силбер            | 2. мај 2021.         | 4.79                        |
| 153          | 14           | "Привиди"                     | Рон Гринли        | Стефани Сенгупта и Меган Бакарах              | 9. мај 2021.         | 4.96                        |
| 154          | 15           | "То им је у генима"           | Мери Лу Бели      | Рон Макги и Стефани Сенгупта                  | 16. мај 2021.        | 4.98                        |
| 155          | 16           | "Нека крену добра времена"    | Тим Ендру         | Чед Гомез Криси, Рон Макги и Стефани Сенгупта | 23. мај 2021.        | 5.18                        |